# Đỗ Cảnh Thần
Đỗ Cảnh Thần (tiếng Trung: 杜景臣; bính âm: Du Jingchen; sinh tháng 11 năm 1952) là Phó Đô đốc Hải quân Quân Giải phóng Nhân dân Trung Quốc (PLAN). Ông từng giữ chức vụ Tham mưu trưởng Hải quân Quân Giải phóng Nhân dân Trung Quốc và Phó Tư lệnh Hải quân Quân Giải phóng Nhân dân Trung Quốc, Tư lệnh Hạm đội Đông Hải.

## Thân thế và binh nghiệp
Đỗ Cảnh Thần sinh tháng 11 năm 1952 tại Đàm Thành, tỉnh Sơn Đông. Ông tốt nghiệp Học viện Hải quân Đại Liên. Ông từng đảm nhiệm chức vụ Chi đội trưởng Chi đội tàu khu trục Hải quân.
Năm 2002, Đỗ Cảnh Thần được bổ nhiệm làm Phó Tham mưu trưởng Căn cứ Lữ Thuận Hải quân. Tháng 12 năm 2003, ông được điều chuyển làm Trợ lý Tham mưu trưởng Hải quân Quân Giải phóng Nhân dân Trung Quốc. Tháng 7 năm 2005, Đỗ Cảnh Thần được phong quân hàm Chuẩn đô đốc. Tháng 7 năm 2007, ông được bổ nhiệm giữ chức Tham mưu trưởng Hạm đội Nam Hải.
Tháng 12 năm 2009, Đỗ Cảnh Thần được bổ nhiệm làm Tư lệnh Hạm đội Đông Hải kiêm Phó Tư lệnh Quân khu Nam Kinh. Tháng 12 năm 2010, ông được bổ nhiệm giữ chức Tham mưu trưởng Hải quân Quân Giải phóng Nhân dân Trung Quốc. Năm 2011, ông được thăng quân hàm Phó Đô đốc.
Tháng 7 năm 2014, Đỗ Cảnh Thần được bổ nhiệm giữ chức vụ Phó Tư lệnh Hải quân Quân Giải phóng Nhân dân Trung Quốc thay cho ông Đinh Nhất Bình nghỉ hưu. Tháng 7 năm 2015, ông được miễn nhiệm chức vụ Phó Tư lệnh Hải quân Quân Giải phóng Nhân dân Trung Quốc, nghỉ hưu.